# Most přes vodní nádrž Švihov
Most silnice II/150 přes vodní nádrž Švihov vede mezi obcemi Bernartice a Brzotice na jihozápadním břehu a obcí Bezděkov na severovýchodním břehu přehradní nádrže, přibližně na 49. kilometru silnice II/150 ve Středočeském kraji, v okrese Benešov. Most nemá ustálené pojmenování. V online verzi Encyklopedie mostů v Čechách, na Moravě a ve Slezsku je v rejstříku uveden pod heslem DOLNÍ KRALOVICE – silniční most (myšleny „staré“, nyní zatopené Dolní Kralovice), v rámci značení silnice II/150 má most číslo 150-012, na mapách je často bez jakéhokoliv jména. Informativní dopravní značkou je most označen jako „most přes VN Švihov“. 
Jedná se o nejdelší most vybudovaný na vodní nádrži Švihov a jediný, který překonává vodní nádrž „na šířku“. Využívá přitom přírodního zúžení přehradní nádrže, která v této lokalitě má přibližně 250 metrů, celý most má potom délku 307 metrů. Na obě strany od mostu se nádrž opět poměrně rychle rozšiřuje: severozápadním směrem (k přehradní hrázi) má brzy šířku 400 i 500 metrů, jihozápadním směrem dokonce 600 až 1000 metrů. (Další dva mosty přes vodní nádrž Švihov jsou dálniční mosty. Most přes údolí Sedlického potoka nevede přes hlavní část vodní nádrže, ale přes dlouhý jižní záliv, který vznikl (jak napovídá již název mostu) vzdutím hladiny na přítoku Želivky – Sedlickém potoku, a délka tohoto mostu je asi 183 metrů. Unikátní Vojslavický dvojmost sice překračuje přímo Želivku, ale v místě vzdáleném od přehradní hráze vzdušnou čarou téměř 17 kilometrů. Vzdutí hladiny Želivky je zde proto již poměrně malé a šířka vodní hladiny asi 110 metrů, horní most z dvojitého mostu má potom délku 230 metrů.
Most na silnici II/150 se nachází vzdušnou čarou necelých 7 kilometrů jihovýchodně od přehradní hráze a asi 8,5 kilometrů vzdušnou čarou od nejvýchodnějšího bodu vodní nádrže, tedy zhruba v polovině hlavní osy přehradní nádrže (vzdutí hladiny pak pokračuje ještě asi 7,5 kilometru vzdušnou čarou jižním směrem). Most tak představuje významné dopravní spojení nejen přímo mezi obcemi na jihozápadním a severovýchodním břehu vodní nádrže, ale především také pro větší a vzdálenější obce a města jako jsou Načeradec, Čechtice a Loket na jihozápadním břehu a Hněvkovice, Ledeč nad Sázavou či Světlá nad Sázavou na severovýchodním břehu. Současná silnice II/150 byla proto dříve dokonce silnicí I. třídy. Z mostu jsou též nádherné výhledy na vodní nádrž Švihov oběma směry. Na mostě je zákaz zastavení, lze však zaparkovat na obou stranách silnice před mostem a na samotném mostě jsou i (byť poměrně úzké) chodníky.
Z hlediska konstrukce se jedná o segmentový železobetonový most o čtyřech polích. Byl vybudován v letech 1966–1968 tehdejší firmou Stavby silnic a železnic, národní podnik Praha. Stavba probíhala tak, že ze zárodků na středních pilířích byla letmou betonáží postavena všechna mostní pole, přičemž uprostřed středních polí jsou vytvořeny klouby. Rozpětí jednotlivých polí je 51, 102, 102 a 51 metrů, výška nosné konstrukce je 2 metry uprostřed středního pole a 6 metrů nad pilíři. Celková délka mostu je 307 metrů, šířka mezi zábradlím je 13 metrů. Duté, železobetonové pilíře jsou vetknuty do mohutných základových bloků z betonu. Celková náklady stavby činily 24 milionů tehdejších korun. Při stavbě mostu bylo spotřebováno 5200 m³ železobetonu, 3500 m³ předpjatého betonu, 500 tun betonářské oceli a 220 tun oceli k předpínání. Projektanty mostu byli V. Novotný a F. Nosek, stavbyvedoucím J. Brázdil.

## Fotogalerie

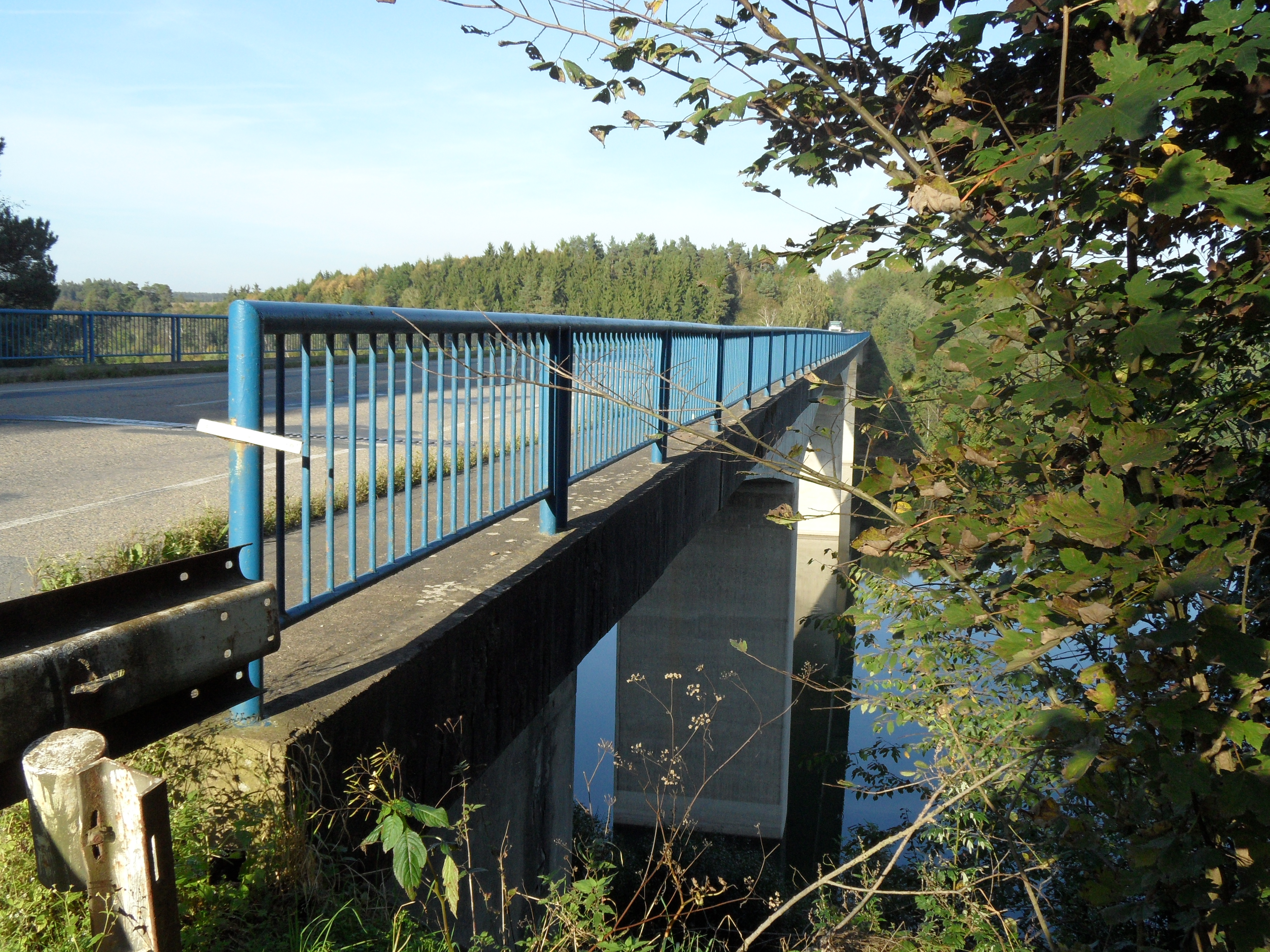
Mostní konstrukce
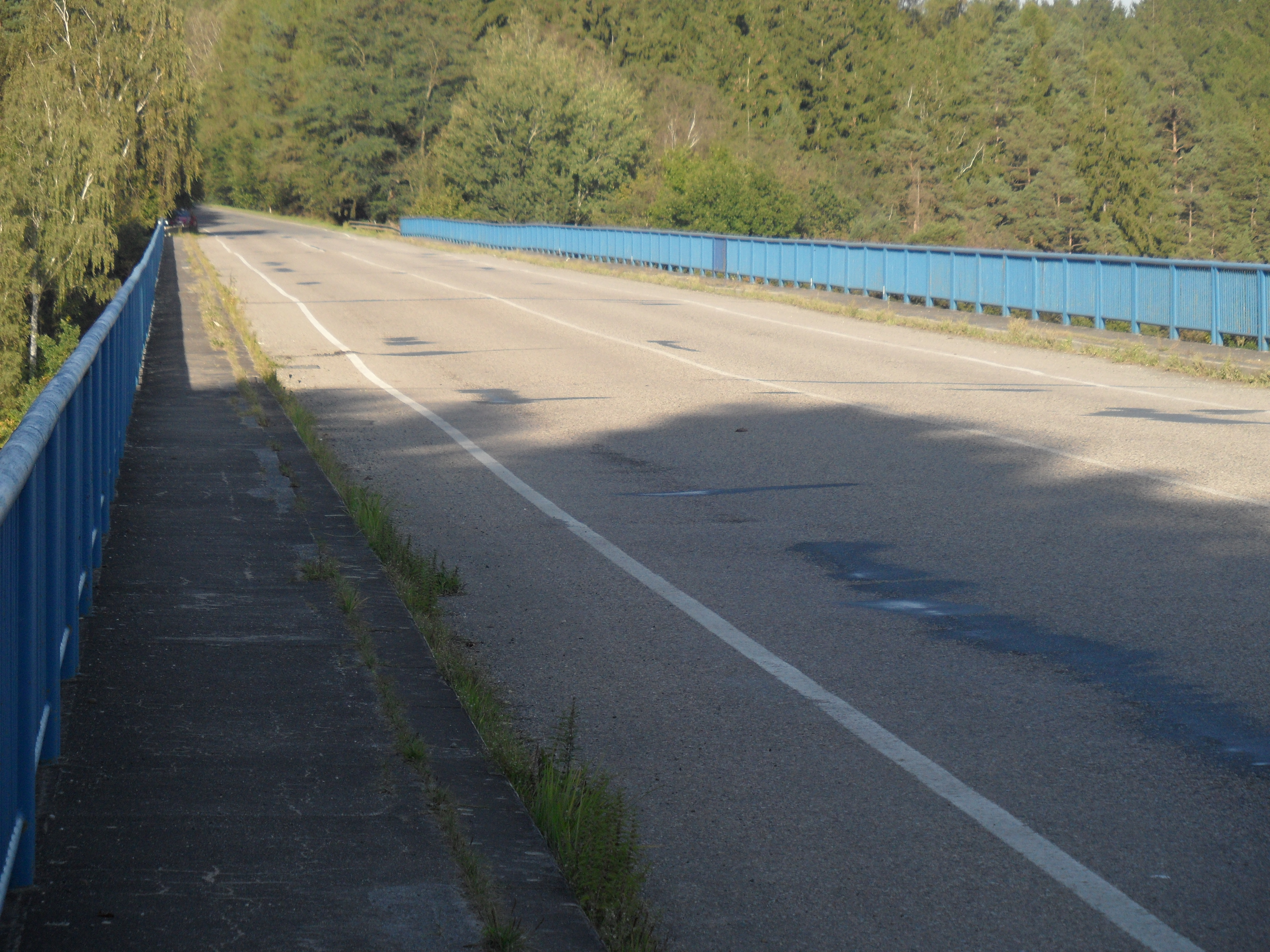
Pohled od jihozápadního břehu směr Bezděkov
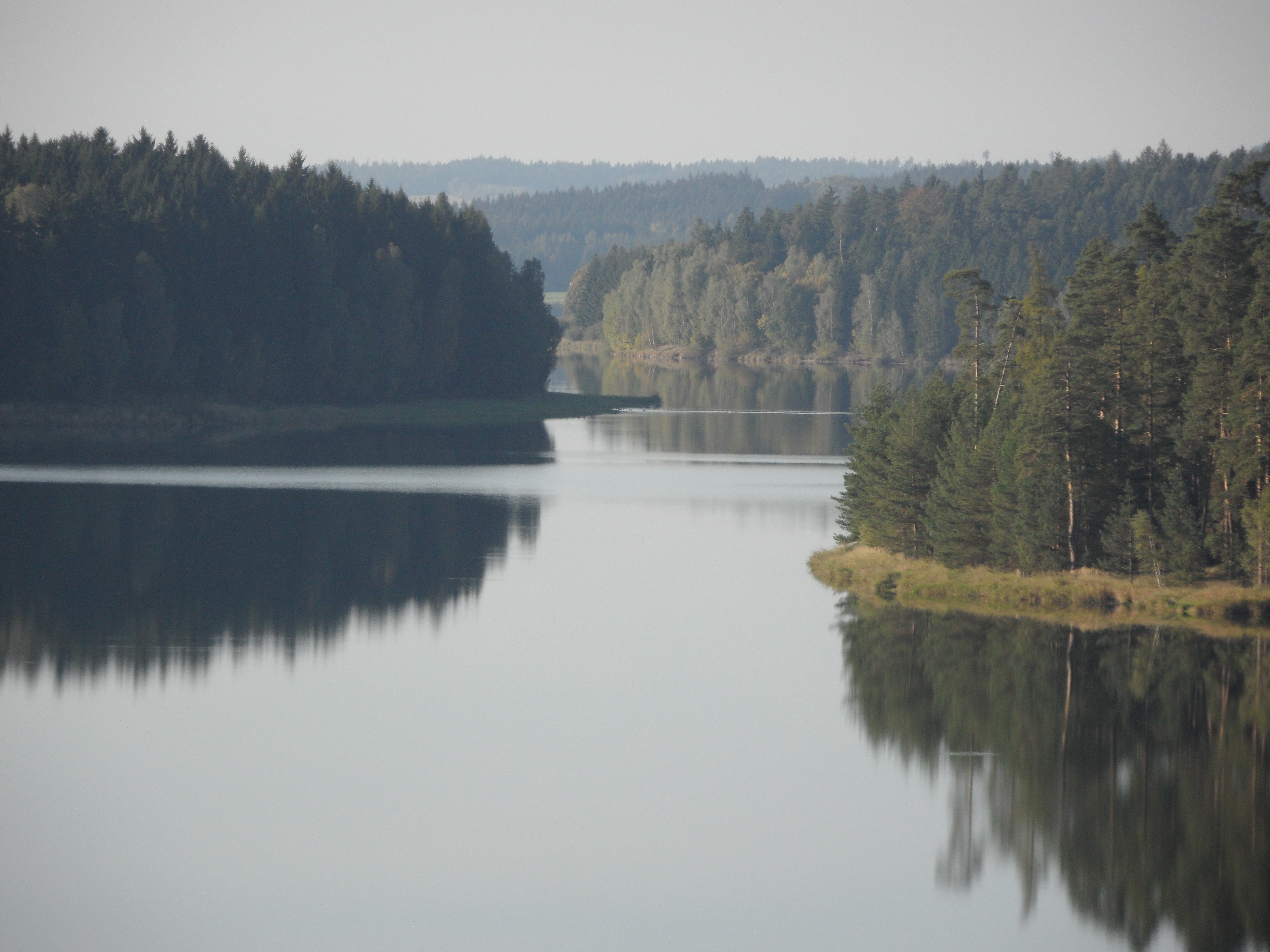
Pohled z mostu do dálky (směrem ke hrázi)
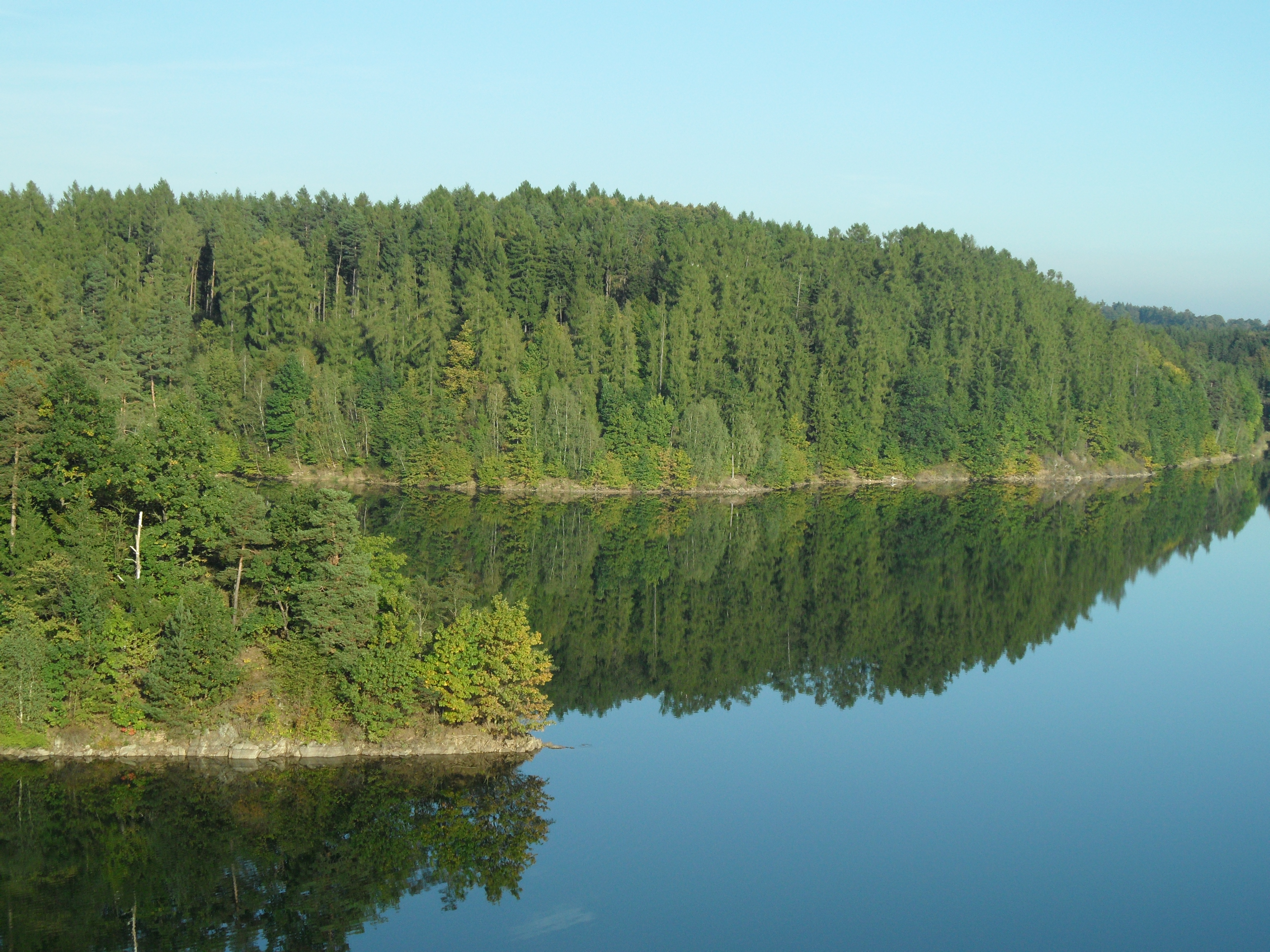
Detail severovýchodního břehu (proti proudu)
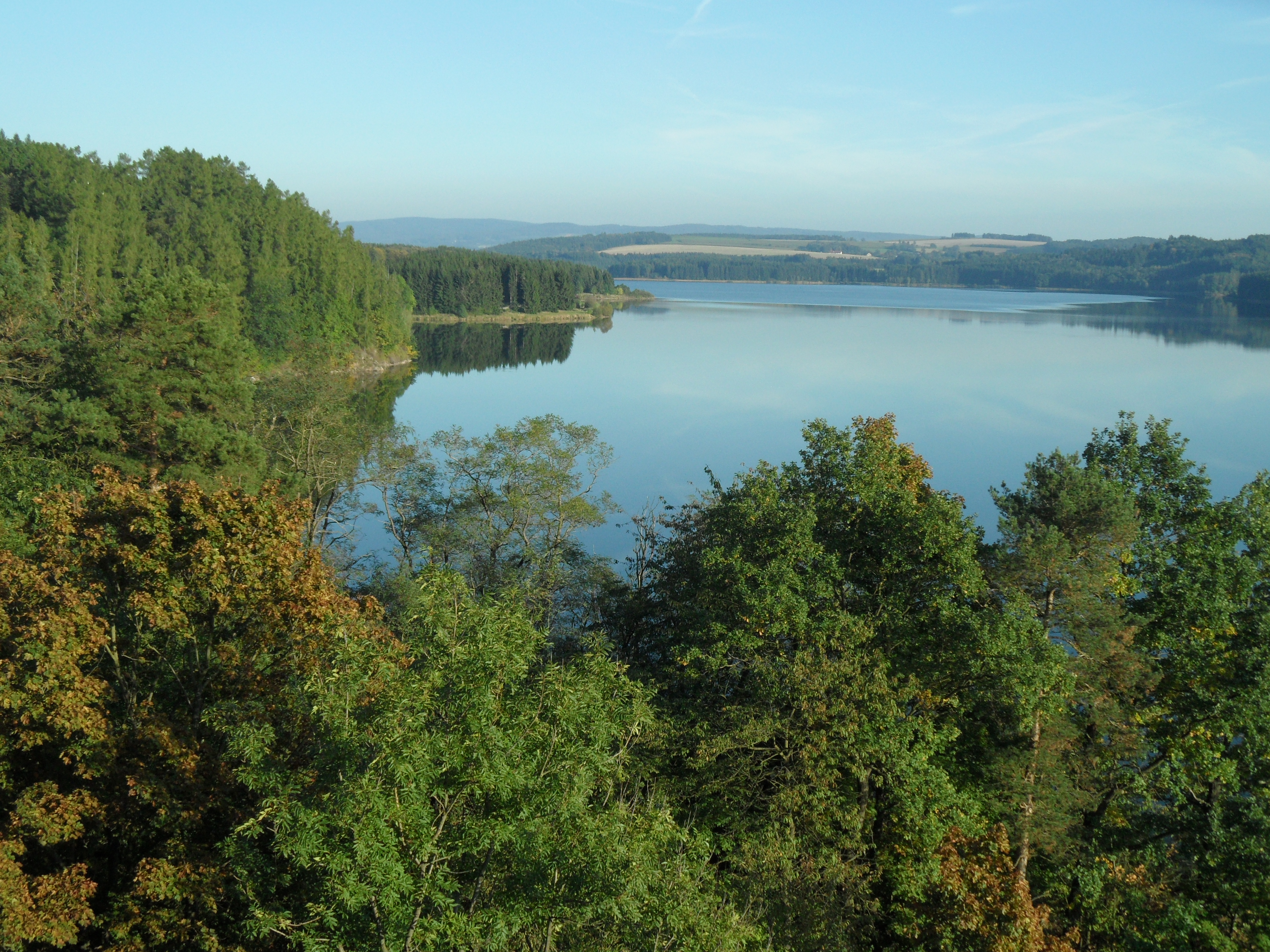
Pohled ze severovýchodního předmostí na jih